# 地子免許
地子免許（じしめんきょ）とは、近世の都市において町屋敷地にかかる地子（農村の年貢に相当する）を領主権力が免除すること。

## 概要
地子免除が行われる背景には領主による都市、特に城下町・宿場町などでの商工業振興のための町人誘致の他に中世以来の「無縁」概念（都市をアジールとする考え）との関連性も指摘されている。もっとも地子免許＝租税免除ではなく、必要に応じた賦課を課すことに対する代償として恒常的な地子の免除が行われたとも考えられ、また一部都市ではむしろ錯綜する土地権利のために賦課者が確定できなかったために地子に代わる新しい都市税制を導入したとみられる場所もある。更に岡山のように都市の範囲と土地権利の確定が行われて地子が近世を通じて導入されている地域や金沢のように賦課地域（地子町）と免除地域（本町）が分離している地域もある。そして、江戸のように全く新しくあるいはそれに近い都市改造の結果誕生した都市では、初期段階において領主への国役などの負担と引換に新設された町屋敷地を拝領する方式が取られた地域もあり、そのような例では地子が「免許」されたというより「初めからなかった」と捉えたほうが事実に近い。
織田政権が永禄10年（1567年）に岐阜城の城下町である加納に楽市令とともに地子免許を命じたのが初例とされている。続いて豊臣政権が天正19年（1591年）の京都における洛中検地後に洛中全域に対して行われた。更に徳川政権が慶長5年（1600年）から同7年（1602年）にかけて主要な宿場町の伝馬役の代償として地子免許を与え、後に五街道を中心に各地の宿場町で認められた。
だが、明治政府は全ての土地から地税を徴収する（免税地を認めない）方針を打ちたて、明治4年（1871年）に地租改正に先立って地子免除が廃止された。